# Kopolimeryzacja
Kopolimeryzacja – polimeryzacja z udziałem co najmniej dwóch różnych monomerów, która prowadzi do otrzymania kopolimerów. W zależności od wzajemnej reaktywności względnej monomerów reakcja ta prowadzi do otrzymania polimerów o różnym składzie i dystrybucji merów w końcowym polimerze. Mechanizm kopolimeryzacji zależy od stężenia i reaktywności poszczególnych monomerów.